# Gochar
Gochar é uma cidade e uma nagar panchayat no distrito de Chamoli, no estado indiano de Uttaranchal.

## Demografia
Segundo o censo de 2001, Gochar tinha uma população de 7278 habitantes. Os indivíduos do sexo masculino constituem 58% da população e os do sexo feminino 42%. Gochar tem uma taxa de literacia de 81%, superior à média nacional de 59.5%: a literacia no sexo masculino é de 85% e no sexo feminino é de 76%. Em Gochar, 12% da população está abaixo dos 6 anos de idade.